# Cervera (kommun)
Cervera är en kommun i Spanien.   Den ligger i provinsen Província de Lleida och regionen Katalonien, i den östra delen av landet, 400 km öster om huvudstaden Madrid. Antalet invånare är 9 440. Arean är 55 kvadratkilometer. Cervera gränsar till Tarroja de Segarra, Torrefeta i Florejacs, Sant Ramon, Les Oluges, Estaràs, Ribera d'Ondara, Montoliu de Segarra, Granyena de Segarra, Granyanella och Els Plans de Sió. 
Terrängen i Cervera är lite kuperad.